# 乔·麦塔克
約瑟·威廉·"祖"·麥托克（英語：Joseph William "Joe" Mattock，1990年5月15日—）是一名英格蘭足球運動員，司職後衛，現效力於英乙球隊哈洛格特。出身莱斯特城青訓系統，其後投效西布朗，曾代表英格蘭青少隊在不同年齡組別參加國際賽。
麥托克在短短兩年內聲名大噪，由李斯特城青年隊到代表英格蘭U21而獲得肯定。李斯特城在2008－09球季贏得甲級聯賽冠軍，是麥托克的首項成年錦標。其成就使他於2008年11月28日在18歲生日前在诺丁汉獲選「BBC東密特蘭年度體育足球成就獎」（Football Achievement of the Year at the BBC East Midlands Sports Awards） 。

## 生平

### 球會
李斯特城
麥托克是莱斯特城U18青年隊的常規正選球員，同期隊友還有钱伯斯、格拉度、金和奥西亚姆博，他同時亦是英格蘭U17的主力成員。麥托克是2006/07年球季在英格蘭足球青年超級聯賽決賽憑互射十二碼4-3擊敗新特蘭奪冠的功臣之一，同季獲選為「李斯特城年度最佳學院球員」。
2007年4月14日麥托克首度為一隊上陣，於主場1-2負於诺里奇城，下半場78分鐘後補入替麥考利擔任左閘，他獲發背號「30」的一隊球衣，該球衣上季由另一名出色的青年球員韋素勞斯基穿著。麥托克在2006/07年餘下球季再獲得3場正選上陣機會。
2007年11月9日麥托克與李斯特城簽署三年新約，於2008年1月14日李斯特城拒絕一單由沒有透露名字的英超球會對麥托克的收購出價，其後獲悉是韋斯咸。隨著李斯特城於2007/08年球季結束後降班英甲，阿士東維拉表示對麥托克及其當時的隊友史迪雅文有興趣。史迪雅文於夏季轉會窗離隊轉投狼隊，而麥托克留隊多逗留一年，但他曾在季前提出轉會要求，惟沒有找到合適的球隊落腳。
2008年8月12日麥托克在英格蘭聯賽盃1-0擊敗斯托克港弄傷左腳腳踝韌帶，幸而沒有發現骨折，故只需缺陣數星期而不是數個月。8月28日，轉會窗關閉前三天，李斯特城再拒絕兩單沒有透露名字球會對麥托克的7位數字收購出價。2009年1月19日他在2-0擊敗约维尔射入效力李斯特城以來首個，亦是唯一一個入球。李斯特城在球季結束後以冠軍身份升班重返英冠。
西布朗
2009年8月6日麥托克仍為國家隊在國外參賽期間，獲其經理人告之西布朗有意羅致，志切離開李斯特城，麥托克向球會主席提出轉會要求，其態度激怒時任領隊。四天後，他與西布朗簽署三年合約，轉會費據報為100萬英鎊，並引用史迪雅文作為其離隊最大的推動力，他的言論惹起李斯特城球迷的公憤，當他於11月隨同新球隊重返獲加球場時遭大喝倒采。
麥托克於2009年8月11日在英格蘭聯賽盃第一圈作客2-0淘汰貝里首披西布朗戰衣上陣；2010年2月13日西布朗在英格蘭足總盃作客對雷丁，麥托克於完場前3分鐘為球隊扳平2-2，是他加盟後首個入球，但西布朗在重賽主場2-3落敗無緣晉級半準決賽。麥托克在加盟首季主要挑戰馬歷·施治的左閘正選席位，兩人上陣次數大致相約，麥托克在各項賽事合共上陣34場，其中29場任正選，射入1球，而西布朗亦獲得英冠亞軍，來季直接升班英超。
2010/11年球季隨著在季初來投，左閘位置競爭更加激烈，球會一度考慮外借他到其他球會，麥托克直至12月仍未有機會在各項賽事獲派上陣。於2011年1月13日被外借到英冠球會錫菲聯直至球季結束，期間上陣13場，但未能拯救球隊逃出降班厄運。
2011/12年球季麥托克繼續擔任板凳球員，僅獲派在兩場英格蘭聯賽盃上陣，於2011年11月24日被借用到英冠球會樸茨茅夫至翌年1月2日。借用期滿返回母會不久，於2012年1月31日再被借用到另一支英冠球隊白禮頓直到球季結束，期間上陣15場及於作客對黑池射入1球。球季結束後遭西布朗放棄。
錫周三
2012年6月9日麥托克以自由身加盟新升英冠的錫周三，簽約三年。

### 國家隊
麥托克曾代表英格蘭分別在U15、U16、U17、U19及U21參加青少年國際賽。在他為莱斯特城一隊首次上陣後不久，獲選入在比利時舉行的2009年歐洲U-17足球錦標賽決賽週英格蘭U17大軍參賽名單，英格蘭在分組賽分別擊敗冰島及荷蘭，賽和主隊比利時取得首名出線，準決賽1-0淘汰法國，惟決賽被保贊射破大門，以0-1不敵西班牙屈居亞軍，麥托克於全部5仗均正選上陣。2007年10月3日麥托克獲英格蘭U19徵召備戰2008年歐洲U-19足球錦標賽外圍賽。同年11月12日麥托克與舊同袍李察·史迪雅文獲英格蘭U21徵召備戰2009年歐洲U-21足球錦標賽外圍賽，於11月16日2-0擊敗保加利亞取得首次上陣，成為自禾確特後第二最年青代表英格蘭U21上陣的球員。麥托克其後沒有入選在瑞典舉行的2009年歐洲U-21足球錦標賽決賽週英格蘭U21大軍參賽名單，但卻入選在烏克蘭舉行2009年歐洲U-19足球錦標賽決賽週英格蘭U19大軍參賽名單，分組賽分別賽和瑞士及主隊烏克蘭，大勝斯洛文尼亞取得首名出線，麥托克在首仗對瑞士先拔頭籌，是他的首個國際賽入球；準決賽加時賽後3-1淘汰法國，決賽0-2負於主辦國烏克蘭腳下，再一次與冠軍擦身而過。

## 私人生活
麥托克在莱斯特南部市郊艾尔斯蒙塞尔（Eyres Monsell）長大。2009年9月2日麥托克被控在莱斯特的彻克盖特（Churchgate）一所夜總會外襲擊兩男兩女，更被加控妨礙司法公正。2010年2月18日麥托克上庭否認全部控罪，獲無條件保釋至8月2日。其後他承認一項毆鬥控罪，被判入獄10個月，但獲緩刑兩年，並需要進行150小時公共服務及罰款1,500英鎊。

## 榮譽
李斯特城
- 英格蘭足球青年超級聯賽冠軍：2006/07年；
- 英格蘭足球甲級聯賽冠軍：2008/09年；

## 外部連結
- 足球数据库：祖·麥托克的球员统计数据
- LCFC profile
- WBA profile